# Phiale septemguttata
Phiale septemguttata là một loài nhện trong họ Salticidae.
Loài này thuộc chi Phiale. Phiale septemguttata được Władysław Taczanowski miêu tả năm 1871.